# Louise (Manitoba)
Louise es un municipio canadiense situado en la provincia de Manitoba.

## Superficie
Louise tiene una superficie de 934,81 km².

## Demografía
En 2021, tenía 2025 habitantes, una densidad poblacional de 2,2 hab./km², y 884 viviendas.